# Katnaghbyur (Kotayk)
Katnaghbyur (in armeno Կաթնաղբյուր?, in passato Aghadzor) è un comune dell'Armenia di 626 abitanti (2008) della provincia di Kotayk'.